# Ecclesia in Asia
Ecclesia in Asia es una exhortación apostólica emitida por el Papa Juan Pablo II para que sirva como modelo para la expansión de la fe católica en Asia. Resume ideas y conclusiones del Sínodo Especial Asiático celebrado en Roma del 18 de abril al 14 de mayo de 1998. Fue promulgado oficialmente por Juan Pablo II en Nueva Delhi, India, el 6 de noviembre de 1999.
El documento decía que "así como en el primer milenio se plantó la Cruz en el suelo de Europa, y en el segundo en el de América y África, podemos orar para que en el Tercer Milenio cristiano se recoja una gran cosecha de fe en este vasto y vital continente de Asia ”(EA 1) (JP II 1999: 359).
La Exhortación se compone de siete partes que tratan los siguientes temas: el contexto asiático, Jesús como Salvador, el Espíritu Santo como Señor y dador de vida, el anuncio de Jesús en Asia (con un enfoque de inculturación), la comunión y el diálogo para la misión (con especial énfasis en el diálogo ecuménico e interreligioso), al servicio de la promoción humana y a los cristianos como testigos del Evangelio.
El extenso documento concluye así: "Los pueblos de Asia necesitan a Jesucristo y su Evangelio. Asia está sedienta del agua viva que solo Jesús puede dar (cf. Jn 4, 10-15). Por tanto, los discípulos de Cristo en Asia deben ser incondicionales en sus esfuerzos por cumplir la misión que han recibido del Señor, que les ha prometido estar con ellos hasta el fin de los tiempos (cf. Mt 28,20), confiando en el Señor que no fallará a los que ha llamado, la Iglesia en Asia hace con alegría su camino de peregrinaje hacia el Tercer Milenio ".